# FreeFileSync
FreeFileSync ist eine freie Software zur Dateisynchronisation von lokalen Dateisystemen und Netzwerklaufwerken mittels FTP, SFTP oder Google Drive. Dateien können nach "Änderungsdatum und Dateigröße", Inhalt oder Dateigröße verglichen werden. Als Verfahren zur Synchronisation stehen „Zwei Wege“, „Spiegeln“, „Aktualisieren“ zur Verfügung.
FreeFileSync steht für die Betriebssysteme Windows, macOS und Linux zur Verfügung.
Das Projekt wird durch Spenden unterstützt. Spender erhalten Zugriff auf eine Version des Programmes, das einige zusätzliche Funktionen wie Auto-Updater, parallele Synchronisierung, mobile Version und eine stille Installation enthält.